# استانیسلاو زابرودسکی
استانیسلاو زابرودسکی (انگلیسی: Stanislav Zabrodsky؛ زادهٔ ۱ ژانویهٔ ۱۹۶۲) کماندار اهل اتحاد جماهیر شوروی سوسیالیستی است. وی همچنین از کمانداران بازی‌های المپیک تابستانی ۱۹۹۲، ۱۹۹۶، ۲۰۰۰ و ۲۰۰۴ بوده‌است.